# Europaschule Marie-Curie-Gymnasium Neuss
Die Europaschule Marie-Curie-Gymnasium (MCG) in Neuss wurde 1969 als städtisches Gymnasium in der Nordstadt im Stadtteil Furth gegründet. Es ist in zwei Gebäuden untergebracht, die beide Baudenkmale sind.

## Geschichte
Gegründet wurde das MCG im Jahre 1969 zunächst als 2. Städtisches Mädchengymnasium. Da es im Norden der Stadt zu jenem Zeitpunkt keine Gymnasien gab, wurde der Standort Jostenallee im Stadtteil Furth mittelfristig anvisiert. Nach einer vierjährigen Wanderschaft durch diverse Stadtteile konnte der vorgesehene Standort 1973 endgültig bezogen werden. Das Profil der Schule ist bis zum heutigen Tage stark durch das Engagement der ersten Schulleiterin, der studierten Chemikerin Christel Weyhe, geprägt worden. Auf ihre Initiative hin erhielt das Gymnasium 1971 den Namen Marie Curies sowie eine vornehmlich naturwissenschaftliche Prägung, was an der Einführung der doppelqualifizierenden Berufsausbildung zum Chemisch-Technischen Assistenten im Jahre 1975 deutlich wird. Dies ist ein besonderes Bildungsangebot der Schule, das heute noch sehr großen Zuspruch erfährt. Ebenfalls in die Ära Weyhe fällt die Einführung der Koedukation am Marie-Curie-Gymnasium im Jahre 1974.
1992 fusionierte das Theodor-Schwann-Gymnasium mit dem Marie-Curie-Gymnasium Neuss.
Seit dem Schuljahr 2013/14 gibt es an der Schule eine bilinguale Oberstufe. 2016 gab es den ersten bilingualen Abiturjahrgang.
Schulleiter
- 1970–1985: Christel Weyhe (1924–2013)[10]
- 1986–1990: Heinz Wambach (1939–2019)
- 1990–2008: Andreas von Vultée (* 1950)
- 2008–2010: Hartmut Schüttler (* 1945) (kommissarisch)
- 2010–2023: Emmy Tressel (* 1957)
- seit 2023: Stefan Holl (* 1967)

## Gebäude
Das Hauptgebäude auf der Jostenallee wurde 1914/15 errichtet und sollte ein Königlich-Preußisches Lehrerseminar beherbergen. Durch Neuordnung der Volksschullehrerausbildung 1925/26 wurde das Seminar, wie alle anderen Lehrerseminare auch, geschlossen. 1926 bezog dann die städtische, gewerbliche Berufsschule das Gebäude. Nach dem Zweiten Weltkrieg baute man einige Werkstattgebäude, die nach dem Einzug des Marie-Curie-Gymnasiums umgebaut wurden und als naturwissenschaftliche Lehrräume dienten. Das gesamte Gebäude steht unter Denkmalschutz.
Das Zweitgebäude auf der Annostrasse wurde in den Jahren 1912/13 erbaut und später durch einen Anbau ohne Obergeschosse sowie eine Turnhalle erweitert. In diesem Gebäude waren bis zur Zuweisung zum Marie-Curie-Gymnasium andere Schulen untergebracht, z. B. die Paul-Gerhardt-Grundschule.

## Pädagogische Angebote
Die Schule hat einen bilingualen Zweig. Der Erwerb des A-Levels (Advanced Level, der höchste Schulabschluss in Großbritannien) ist möglich.